# Konrad Fijołek
Konrad Rafał Fijołek (ur. 17 lipca 1976 w Rzeszowie) – polski działacz samorządowy i socjolog, w latach 2006–2010 przewodniczący Rady Miasta Rzeszowa, od 2021 prezydent Rzeszowa.

## Życiorys
Ukończył IV Liceum Ogólnokształcące im. Mikołaja Kopernika w Rzeszowie, a następnie studia na Wydziale Socjologii Wyższej Szkoły Pedagogicznej w Rzeszowie. W 2018 uzyskał dyplom studiów podyplomowych Executive MBA nadany przez Apsley Business School w Londynie. Pracował na stanowisku głównego specjalisty w urzędzie marszałkowskim.
Był działaczem Sojuszu Lewicy Demokratycznej, m.in. stał na czele struktur tej partii w Rzeszowie. W trakcie III kadencji Rady Miasta Rzeszowa 6 listopada 2001 objął mandat radnego w miejsce Tadeusza Ferenca. Stał się jednym z liderów skupionego wokół prezydenta Rzeszowa komitetu Rozwój Rzeszowa. Mandat radnego miejskiego uzyskiwał następnie w wyborach samorządowych na kolejne kadencje rady miejskiej: IV (w 2002), V (w 2006), VI (w 2010), VII (w 2014) i VIII (w 2018). W latach 2006–2010 był przewodniczącym Rady Miasta Rzeszowa. W VI, VII i VIII kadencji obejmował funkcję wiceprzewodniczącego tego gremium.
15 marca 2021 ogłosił zamiar udziału w przedterminowych wyborach prezydenta Rzeszowa (przeprowadzanych w związku z dymisją Tadeusza Ferenca). Poparcia udzieliły mu Koalicja Obywatelska, Lewica, Koalicja Polska, Polska 2050 i Unia Pracy oraz szereg lokalnych stowarzyszeń i organizacji społecznych. W wyborach zdobył 56,5% głosów, zwyciężając w I turze. Urząd prezydenta Rzeszowa objął 21 czerwca 2021.
W 2024 z powodzeniem ubiegał się o reelekcję, pokonując w drugiej turze wyborów Waldemara Szumnego z PiS (z wynikiem 54,9% głosów).

## Wyniki wyborcze
| Wybory | Komitet wyborczy                                               | Komitet wyborczy                       | Organ                     | Okręg           | Wynik       |
| ------ | -------------------------------------------------------------- | -------------------------------------- | ------------------------- | --------------- | ----------- |
| 1998   |                                                                | Sojusz Lewicy Demokratycznej           | Rada Miasta Rzeszowa      | nr 4            | 119 (1,58%) |
| 2002   | Sojusz Lewicy Demokratycznej – Unia Pracy                      | 684 (6,30%)                            | Rada Miasta Rzeszowa      | nr 4            |             |
| 2005   |                                                                | Sojusz Lewicy Demokratycznej           | Sejm V kadencji           | nr 23           | 1162 (0,29) |
| 2006   |                                                                | KWW Tadeusza Ferenca „Rozwój Rzeszowa” | Rada Miasta Rzeszowa      | nr 4            | 662 (4,22%) |
| 2010   | nr 3                                                           | KWW Tadeusza Ferenca „Rozwój Rzeszowa” | Rada Miasta Rzeszowa      | 1443 (9,17%)    |             |
| 2014   | nr 3                                                           | KW Rozwój Rzeszowa Tadeusza Ferenca    | Rada Miasta Rzeszowa      | 1482 (10,55%)   |             |
| 2018   | KW Stowarzyszenie Rozwój Rzeszowa Tadeusza Ferenca w Rzeszowie | nr 4                                   | Rada Miasta Rzeszowa      | 3413 (16,73%)   |             |
| 2021   | KWW Konrada Fijołka „Rozwój Rzeszowa 2.0”                      | Prezydent Miasta Rzeszowa              | Prezydent Miasta Rzeszowa | 45 059 (56,51%) |             |
| 2024   | KWW Konrada Fijołka „Rozwój Rzeszowa”                          | Prezydent Miasta Rzeszowa              | Prezydent Miasta Rzeszowa | 28 649 (37,91%) |             |
| 2024   | KWW Konrada Fijołka „Rozwój Rzeszowa”                          | Prezydent Miasta Rzeszowa              | Prezydent Miasta Rzeszowa | 36 916 (54,90%) |             |
| 2024   | KWW Konrada Fijołka „Rozwój Rzeszowa”                          | Rada Miasta Rzeszowa                   | nr 3                      | 1075 (6,92%)    |             |

## Życie prywatne
Brat Eweliny, gimnastyczki i działaczki samorządowej. Żonaty z Magdaleną Czach, ma syna.